# Columbus (Schiff, 1928)
Die Columbus war ein Fahrgastschiff in Berlin.

## Geschichte
Die Columbus wurde 1928 unter der Baunummer 238 auf der Werft der Gebrüder Wiemann in Brandenburg an der Havel für die Reederei Kieck gebaut. Sie war ähnlich konstruiert wie das Fahrgastschiff Wintermärchen der Reederei Nobiling, besaß aber im Gegensatz zur Wintermärchen ein Sonnendeck, das sich hinter dem weit vorn angebrachten Schornstein befand. Dieses Sonnendeck konnte man aber nur benutzen, wenn das Schiff in brückenfreiem Fahrwasser, also außerhalb der Innenstadt Berlins, im Einsatz war. Ohnedies konnte die Columbus unter der Oberbaumbrücke nur hindurchfahren, wenn sie Ballast geladen hatte und das Geländer des Oberdecks umgeklappt war. Daher war ein Transport von 810 Personen, für den das Schiff zugelassen war, nicht grundsätzlich und überall möglich. Dennoch wurde das Schiff auf Ansichtskarten als „Riesen-Luxusdampfer“ beworben. Eine derartige Karte befindet sich im Stadtgeschichtlichen Museum Spandau. Sehr vollmundig wird das Schiff auch auf der Homepage zum Historischen Hafen Brandenburg beschrieben: „Den technischen Höhepunkt jener Zeit bildeten [...] die beiden größten jemals erbauten märkischen Personendampfer der Luxusklasse, „WINTERMÄRCHEN“ und „COLUMBUS“, beide auch für die Eisfahrt zugelassen. [...] Sie gehörten einer Berliner Reederei und konnten im Kurzstreckenverkehr bis zu 1000 Personen aufnehmen.“
Die Columbus, die nach dem gleichnamigen Lloydampfer benannt worden war, hatte, wie auch die ebenfalls bei Wiemann gebauten Dampfer Berolina und Wintermärchen, unter Deck seitliche Gänge, sodass die Fahrgäste zwischen der Vorder- und der Achterkajüte wechseln konnten, ohne an Deck gehen zu müssen. Die Schiffe hatten daher auch eine durchgehende Reihe von großen Kajütenfenstern. Möglich war diese für die Berliner Dampfer im Allgemeinen ungewöhnliche Konstruktion, weil Maschinenraum, Kessel und Kohlenbunker nicht die ganze Breite des Schiffskörpers in Anspruch nahmen. Nach der Columbus wollte die Reederei Kieck eigentlich ein weiteres Schiff für 200 bis 300 Personen bauen lassen. Die Weltwirtschaftskrise verhinderte jedoch die Ausführung dieses Plans.
1935 betrieb Ernst Kieck neben der Columbus, die damals noch für den Transport von 703 Personen zugelassen war, noch die Dampfschiffe Poseidon, Alexander und Siegesfürst. Diese vier Dampfer sollten alle für die Personenschifffahrt der BVG genutzt werden, nachdem die Autobuslinie 34 am 24. Juni 1944 ihren Betrieb eingestellt hatte: Ab dem 26. Juni 1944 wurden die Linien I und II eröffnet. Die eine diente dem Verkehr von der Stößenseebrücke nach Kladow, die andere schuf eine Verbindung zwischen Kladow und Wannsee. Doch Columbus und Poseidon kamen dann doch nicht als Omnibusersatz zum Einsatz.
Was danach mit dem Schiff geschah, das offenbar als Reparationsleistung an die Sowjetunion abgegeben werden musste, ist nicht bekannt. Es gibt Forendiskussionen, in denen z. B. über eine Überführung auf die Wolga als „Beuteschiff“ spekuliert wird, die aber offenbar nicht sehr zielführend verlaufen sind.
Schon 1943 hatte die Columbus zu den 27 Schiffen gehört, die „zum Sondereinsatz Groß-Berlin im Katastrophenfall“ herangezogen werden sollten. Schiffe, die auf der entsprechenden Liste standen, wurden tagsüber im Liniendienst genutzt und mussten nachts betriebsbereit an bestimmten Stellen liegen.